# Xaidulla
Xaidulla (altitudine cca. 3.646 m) este o mică așezare sau o zonă de campare pe cursul superior al râului Karakash, strategic situată chiar la nord de Pasul Karakoram pe vechiul traseu al caravanei de la Bazinul Tarim la Ladakh. Acesta este situat în sud-vestul provinciei Xinjiang, China. Se află lângă drumul principal din China dintre Kashgar și Tibet la 25 km est de Mazar și la 139 km vest de Bazar Dara.

## Istoria
Cel mai probabil Xaidulla a fost Regatul Zihe (chineză: 子 合) menționat în Hou Hanshu. Acesta este descris ca fiind situat într-un defileu, la 1000 li (416 km) de Shule (modernul Kashgar), și controla: „350 gospodării, 4.000 de persoane și 1.000 de bărbați capabili să poarte arme”.

### Secolul al XX-lea
De la începutul secolului al XX-lea, întreaga regiune a fost sub control chinez și a fost considerată ca făcând parte din provincia Xinjiang, și așa a rămas de atunci.
Rapoarte recente spun că nu mai există nici o așezare aici - doar căteva ruine pe vârful unui deal din apropiere și cel mai apropiat oraș este situat la aproximativ 10 km mai spre est.